# Daan Retief

a Compétitions nationales et continentales officielles uniquement.

b Matchs officiels uniquement.
Daniel Francois « Daan » Retief, né le 28 janvier 1925 à Lichtenburg et mort le 22 septembre 2010 à Bedfordview, est un joueur de rugby international sud-africain. Il évolue au poste de numéro 8.

## Carrière
Il dispute son premier test match international le 6 août 1955 contre les Lions britanniques pour trois rencontres. L'année suivante il est retenu pour deux matchs pour affronter les Wallabies puis pour quatre rencontre contre les All Blacks. 
Il effectue sa carrière au sein de la province du Northern Transvaal. 

## Palmarès
- 9 sélections
- 4 essais, 12 points
- Sélection par saison : 3 en 1955, 6 en 1956